# Рагби 7 репрезентација Србије
 Рагби седам репрезентација Србије је рагби јунион тим који представља Србију у рагбију седам. Рагби седам је олимпијски спорт, то је динамичнија верзија рагбија са 7 играча у једној екипи. У велике успехе српских "седмичара" убраја се освајање другог места у Загребу 2015. на турниру дивизије Б и освајање првог места дивизије Б 2011. у Летонији.